# Saison 18 de Navarro
Chronologie
Saison 17 Saison 19
Cet article présente la liste des différents épisodes de la dix-huitième saison de la série télévisée Navarro.

## Distribution[1]
- Roger Hanin (Antoine Navarro)
- Emmanuelle Boidron (Yolande Navarro)
- Maurice Vaudaux (Commissaire divisionnaire Waltz)
- Jacques Martial (Bain-Marie)
- Catherine Allegret (Ginou)
- Daniel Rialet (Inspecteur Joseph Blomet)
- Christian Rauth (Inspecteur René Auquelin)
- Marie Fugain (Carole Maudiard)
- Filip Nikolic (Boldec)
- Anthony Dupray (Paoli)
- Jean-Claude Caron (Borelli)

## Épisodes

### Épisode 1[2]
Delphine Zentout dans le rôle de Sarah Brunel

Éva Darlan dans le rôle de Mathilde Brunel

Alain Doutey dans le rôle de Paul Lerney

Yann Pradal dans le rôle de Marcel Briand

David Saracino dans le rôle de Teddy

Jean-Michel Leray dans le rôle de Thierry Brunel

Davy Sardou dans le rôle de Guillaume Lerney

### Épisode 2
Georges Moustaki dans le rôle de Nourredine

Nicolas Pignon dans le rôle de le professeur Veille

Bernard Larmande dans le rôle de Carlo

Georges Bigot dans le rôle de Darjac

Flannan Obé dans le rôle de Louis Belmont

Nicolas Carpentier dans le rôle de Denis Lemarrec

### Épisode 3
Bruno Guillot dans le rôle de Christophe Bossier

Maëva Pasquali dans le rôle de Linda et Shirley

Corinne Le Poulain dans le rôle de madame Dassonville

Aurélie Nollet dans le rôle de Céline Dassonville

Maxime Jarry dans le rôle de Nicolas

Magali Muxart dans le rôle de Marion Delcourt

Éric Boucher dans le rôle de Jean-François Roquemaure

### Épisode 4
Élizabeth Bourgine dans le rôle d'Anne-Marie Villeneuve

Marine Daniaux dans le rôle de Sam

Olivier Foubert dans le rôle de Calvi

Jean-Pierre Malignon dans le rôle de Manassart

Olivier Foubert dans le rôle de Calvi

Olivier Brocheriou dans le rôle de Chaudevault

Maud Buquet dans le rôle d'Alexandra

Audrey Lunati dans le rôle de Catherine

### Épisode 5
Sophie Broustal dans le rôle de Claire Levigan

Romain Redler dans le rôle de Damien Domloup

Stéphane Boucher dans le rôle de Gérard Domloup

Jean-Paul Sermadiras dans le rôle d'Antoine Levigan

Canis Crevillen dans le rôle d'Anne Morin